# Jim Howden
James Guthrie "Jim" Howden (født 4. september 1934, død 10. oktober 1993) var en australsk roer.
Howden deltog i otter ved OL 1956 på hjemmebane i Melbourne. De øvrige medlemmer af båden var Michael Aikman, David Boykett, Fred Benfield, Garth Manton, Walter Howell, Adrian Monger, Brian Doyle og styrmand Harold Hewitt. Den australske båd indledte med at vinde i runde ét, mens de blev nummer to i semifinalen. I finalen kæmpede de med canadierne om føringen i begyndelsen, men så kom USA og endte med at vinde, mens canadierne blev toere og australierne, der gik lidt ned i tempo til sidst, vandt bronze.

## OL-medaljer
- 1956:  Bronze i otter